# Little Chart
Little Chart est une paroisse civile et un village du Kent, en Angleterre.